# Prospalta lignigera
Prospalta lignigera là một loài bướm đêm trong họ Noctuidae.